# اشغال شمال سوریه توسط ترکیه
اشغال شمال سوریه توسط ترکیه (به عربی: الاحتلال الترکی لشمال سوریا) یک اشغال نظامی در سوریه است.